# A bosszú (film, 2017)
A bosszú (eredeti cím: Revenge) 2017-ben bemutatott francia–belga akció-thriller, melynek forgatókönyvírója és rendezője Coralie Fargeat. A főszerepben Matilda Lutz, Kevin Janssens, Vincent Colombe és Guillaume Bouchede látható.
Franciaországban 2017. február 7-én mutatták be, míg Magyarországon három hónappal később szinkronizálva, május 10-én az ADS Service forgalmazásában. Beválasztották a 2017-es Torontói Nemzetközi Filmfesztiválon a Midnight Madness szakaszában és a 21. Tallinn Black Nights Filmfesztiválon (PÖFF) a Midnight Shivers programjában.
A film végig követ egy fiatal nőt, akit három házas férfi támad és erőszakol meg az éves találkozójukon a sivatagban. A halálból visszatérő nő bosszút áll. 

## Cselekménye
Jen egy amerikai társaságbeli nő, aki titkos kapcsolatban áll a francia milliomossal, Richarddal. A duó elutazik egy hétvégére Richard eldugott otthonába a sivatag közepén, hogy elkezdhessék az éves vadászatot, a férfi két barátjával, Stannal és Dimitrivel; Richard helikopterpilótája egy erős hatású kábítószert (pejotl) ad nekik ajándékba. Azonban Stan és Dimitri hamarabb érkeznek meg a kissé kiábrándító Richardhoz, aki reméli, hogy titokban tudják tartani a Jen és közte való kapcsolatot. Míg a három férfi és Jen elszórakozva isznak és táncolnak, a nő elrejti a pejotl-t a nyakláncába, Richard kérésére.
Másnap reggel, míg Richard elmegy néhány órára, Stan megpróbálja meggyőzni Jen-t, hogy szexeljen vele, azt állítva, hogy az előző este vonzódott hozzá. Amikor elutasítja, megerőszakolja, míg Dimitri aktívan figyelmen kívül hagyja őket. Richard visszaérkezik, Stan esetét megbocsátva, majd Jen számára nagy összeget kínál, hogy elfelejtsék a történteket. Ahogy Richard nem hajlandó hazavinni a lányt, Jen a sivatagba rohan és a három férfi elkezdni üldözni, ám végül egy szakadékhoz érnek. Richard elmondja neki, hogy fel fogja hívni a pilótát a hazavitelével kapcsolatban, ezután lelöki őt a szakadékról, egyenesen egy kiálló fára felnyársalódva. A három férfi megígéri egymásnak, hogy folytatják tovább a vadászatot, mintha semmi sem történt volna.
A felnyársalódott Jen magához tér, és gyújtóval felégeti maga alatt a fát, végül az a tűz hatására eltörik, majd a kiálló fadarab a hasában megakadályozza az elvérzésben. Legyengülve vándorol a sivatagban, megpróbálva elkerülni a három férfit, akik időközben már észrevették, hogy még életben van, ekkor hajtóvadászatot indítva elkezdik keresni őt. Jen az éjszaka folyamán látja Dimitrit a folyóba pisilni, és megpróbálja lelőni őt a saját puskájával, ám az nincs megtöltve. Dimitri bele akarja fojtani Jen-t a vízbe, de elveszi a vadászkését és mindkét szemét kiszúrja. kijön a véres folyóból és elteszi a kést, a fegyvereket, illetve Dimitri táskáját.
Jen egy barlangban rejtőzik el, ahol megeszi a pejotl-t, mielőtt még eltávolítaná magából a kiálló fadarabot, és a sebet egy alumínium sörös-dobozzal összeforrasztaná. A rávadászó férfiakkal való rémálmai után, Jen útnak ered. Miután a megmaradt két férfi felfedezi Dimitri holttestét a folyóban, Richard arra utasítja Stant, hogy kövesse Jen-t a SUV-val. Stan autójából kifogy az üzemanyag és ahogy próbálja feltölteni a tankot üzemanyaggal, Jen vállon lövi őt. A két fél között lövésharc alakul ki, melyben Stan lelövi Jen fél fülét a puskájával, majd Jen üvegdarabokat szór szét, melybe a férfi közvetlen belelép. Stan eltávolítja az üveget a lábából és próbálja elgázolni Jen-t a SUV-val. Jen azonban megöli Dimitri puskájával, és elviszi az autót.
Richard visszatér a házba és felhívja a helikopterpilótát, majd elkezd lezuhanyozni, de zajt hall és elkezdi Jent keresni az ingatlanban. Hamar megtalálja őt a házon kívül, aki gyomron lövi, és ekkor kezdetét veszi a macska-egér játék a ház körül. Richard végül kiüti Jent a puskájával és megpróbálja őt megfojtani, de a nő időben a lőtt sebbe nyúlva, rákényszeríti őt a puska eldobására. Jen felkapja a puskát a földről és Richardot mellkason lövi, ezzel megölve őt. A véres és diadalmas lány kimegy a házból, majd a medence szélén megfordul, miközben hallja a közelgő helikopter megérkezését.

## Szereposztás
| Szerep   | Színész            | Magyar hangja (1. szinkron, 2018) |
| -------- | ------------------ | --------------------------------- |
| Jennifer | Matilda Lutz       | Csifó Dorina                      |
| Richard  | Kevin Janssens     | Szabó Máté                        |
| Stanley  | Vincent Colombe    | Barát Attila                      |
| Dimitri  | Guillaume Bouchede | Kapácsy Miklós                    |
| Roberto  | Jean-Louis Tribes  | Imre István                       |

## Produkció és értékelés
A forgatás 2017. február 6-án kezdődött és március 21-én fejeződött be. Világpremierje a Torontói Nemzetközi Filmfesztiválon volt 2017. szeptember 11-én, Franciaországban 2018. február 7-én jelent meg. A film 2018. május 11-én debütált az Egyesült Államokban és az online kölcsönzőkben egyaránt.
A film pozitív kritikákat kapott az értékelőktől, melynek eredményeképpen az átlag pontszáma 6,4 / 10 lett. A Metacritic oldalán a film értékelése 81% a 100-ból, ami 23 véleményen alapul. A Rotten Tomatoeson a Bosszú 91%-os minősítést kapott, 79 értékelés alapján.